# Izraelita
Izraelita – polskojęzyczny tygodnik żydowski, wydawany w Warszawie w latach 1866–1915 (według niektórych źródeł 1866–1912). 
Był to tygodnik o tematyce społeczno-politycznej, religijnej, oświatowej i kulturalnej, według wydawców misją pisma było szerzenie oświaty, postulowanie reformy tradycji oraz równouprawnienie i integracja Żydów z narodem polskim. Było to najdłużej wydawane czasopismo żydowskie w Polsce. Czytelnikami czasopisma byli w większości zasymilowani Żydzi.
Wydawany był z różnymi podtytułami: „Pismo tygodniowe poświęcone interesom judaizmu”, „Organ poświęcony sprawom religii i oświaty”, „Tygodnik społeczny, literacki i naukowy”, „Czasopismo tygodniowe”, „Organ Polaków Żydów”. W 1870 roku nakład pisma wynosił 300 egzemplarzy, w 1904 roku czasopismo osiągneło nakład 1040 egzemplarzy.
Jego założycielem i pierwszym redaktorem był Samuel Peltyn, nadał on pismu charakter haskalowy. W latach 1896–1902 redaktorem czasopisma był Nachum Sokołow, wówczas charakter gazety zbliżył się do syjonizmu. Kolejnymi redaktorami gazety byli Izrael Grosglik, Adolf Jakub Cohn, Henryk Lichtenbaum i Józef Wasowski.